# Blackwood (bridge)
Pour les articles homonymes, voir Blackwood.
Dans le jeu de bridge, la convention Blackwood est utilisée pour connaître surtout les as mais également les rois ou la dame d'atout dans les cartes du partenaire.
La demande est effectuée par l'enchère de 4SA.

## Le blackwood classique
Dans un système classique chaque palier franchi correspond à un nombre d'as croissant (5♣ pour 0 as, 5♦ pour 1 as, etc.) .
Les réponses du blackwood classique sont :
5♣ pour quatre ou zéro as ;
5♦ pour un as ;
5♥ pour deux as ;
5♠ pour trois as.

## Evolutions du blackwood
Le blackwood a subi différentes formes d'évolutions au cours du temps:
- D'abord, l'évolution 30-41 : le premier palier correspond à 3 ou 0 as, le second à 4 ou 1 as. On parle alors de blackwood romain par référence aux équipes italiennes du blue team qui ont inventé ce système. Il existe aussi une variante dite 14-30 ou 41-30 utilisée par certaines équipes, donnant lieu à des querelles d'experts[1].
- Ensuite par l'incorporation du roi d'atout dans le compte des as. On aboutit ainsi au système de compte des clés : il y a 5 cartes clés dans le jeu, à savoir 4 as et le roi d'atout.
- On s'est aussi rendu compte que le blackwood pouvait servir à indiquer dans certains cas la dame d'atout et même une chicane.

Il s'est ensuivi toute une série de versions successives du blackwood, dont les plus anciennes sont toujours utilisées par les plus anciens joueurs, et les plus modernes par les nouveaux joueurs. 

## Le blackwood 30-41 du SEF: 5 clés et la dame d'atout
Le système français de la Majeure cinquième est une version moderne du blackwood, il s'agit de la version 5 clés et 30-41.
Les 5 clés sont les 4 as, et le roi d'atout. 
Les réponses sont :
5♣ pour trois ou zéro clé(s),
5♦ pour quatre ou une clé(s),
5♥ pour deux ou cinq clés sans la dame d'atout,
5♠ pour deux ou cinq clés avec la dame d'atout,
5SA avec une chicane « utile » et deux ou quatre clés,
6x : avec une chicane dans la couleur nommée x et une ou trois clé(s),
6 dans la couleur d'atout : 1 ou 3 clé(s) et une chicane dans une couleur plus chère que l'atout.
Le blackwood peut être suivi de l'annonce de 5SA qui indique que les clés sont au complet, et qui demande au partenaire de nommer la couleur la moins chère dans laquelle il a un Roi.
Il peut aussi être suivi de la demande à la dame par la collante: le joueur qui a posé le blackwood nomme la couleur juste au-dessus de celle de la réponse précédente, sauf si c'est la couleur de l'atout auquel cas il la saute. En l'absence de la Dame d'atout, le partenaire revient dans la couleur d'atout au minimum.

### Exceptions
- L'enchère de 2♦ (à l'ouverture) étant un appel aux as, le 4SA blackwood posé par l'ouvreur après l'ouverture de 2♦ est un appel aux rois, la dame d'atout remplaçant le roi d'atout comme 5e clef.

- En cas d'absence de fit, 4SA n'est pas un blackwood, mais une annonce quantitative valant tentative de chelem à SA ou à une mineure indéterminée.

### Exemples et contre-exemples
| Main de Sud : \| ♠ \| R \| \| ♥ \| V 7 6 5 2 \| \| ♦ \| A R \| \| ♣ \| A V 6 4 3 \|                                 |           |   |   |   |    |   |     |
| O | N         | E | S |   |    |   |     |
| | 1♦        | - | - | - | 4♣ | - | 4SA |
| - | 5♣        | - | ? |   |    |   |     |
| Le splinter à 4♣ indique fit ♥ et singleton ♣. Nord a 3 clés. Dites 5♦ en recherche de Dame d'atout pour aller à 7♥ |           |   |   |   |    |   |     |
| ♠ | R         |   |   |   |    |   |     |
| ♥ | V 7 6 5 2 |   |   |   |    |   |     |
| ♦ | A R       |   |   |   |    |   |     |
| ♣ | A V 6 4 3 |   |   |   |    |   |     |

| Main de Sud : \| ♠ \| R \| \| ♥ \| A 6 5 4 3 2 \| \| ♦ \| R 3 \| \| ♣ \| A V 6 5 \| |             |   |   |   |    |   |     |
| O                                                                                   | N           | E | S |   |    |   |     |
|                                                                                     | 1♦          | - | - | - | 4♣ | - | 4SA |
| -                                                                                   | 5♥          | - | ? |   |    |   |     |
| Il manque une clé mais elle est inutile si les atouts sont répartis 2-1. Dites 6♥.  |             |   |   |   |    |   |     |
| ♠                                                                                   | R           |   |   |   |    |   |     |
| ♥                                                                                   | A 6 5 4 3 2 |   |   |   |    |   |     |
| ♦                                                                                   | R 3         |   |   |   |    |   |     |
| ♣                                                                                   | A V 6 5     |   |   |   |    |   |     |

| Main de Sud : \| ♠ \| R 10 9 \| \| ♥ \| A D 10 8 \| \| ♦ \| A R 4 2 \| \| ♣ \| 10 6 \|                                                   |          |   |   |   |     |   |   |
| O | N        | E | S |   |     |   |   |
| |          |   | - | - | 4SA | - | ? |
| Pas un blackwoood! C'est un 4SA quantitatif, votre partenaire a 16H sans majeure 4e. Dites 5♦ pour lui laisser le choix entre 6♦ et 6SA. |          |   |   |   |     |   |   |
| ♠ | R 10 9   |   |   |   |     |   |   |
| ♥ | A D 10 8 |   |   |   |     |   |   |
| ♦ | A R 4 2  |   |   |   |     |   |   |
| ♣ | 10 6     |   |   |   |     |   |   |

| Main de Sud : \| ♠ \| R D 10 6 \| \| ♥ \| 10 4 \| \| ♦ \| R 10 \| \| ♣ \| R D V 8 7 \| |           |    |   |    |     |   |   |
| O                                                                                      | N         | E  | S |    |     |   |   |
|                                                                                        |           | 2♥ | - | 4♥ | 4SA | - | ? |
| Pas un blackwoood! 4SA est un appel aux mineures. Dites 5♣.                            |           |    |   |    |     |   |   |
| ♠                                                                                      | R D 10 6  |    |   |    |     |   |   |
| ♥                                                                                      | 10 4      |    |   |    |     |   |   |
| ♦                                                                                      | R 10      |    |   |    |     |   |   |
| ♣                                                                                      | R D V 8 7 |    |   |    |     |   |   |

| Main de Sud : \| ♠ \| 10 5 \| \| ♥ \| A D 2 \| \| ♦ \| A 4 3 \| \| ♣ \| 9 8 6 4 2 \|        |           |    |   |    |     |   |   |
| O                                                                                           | N         | E  | S |    |     |   |   |
|                                                                                             | 1♥        | 1♠ | - | 4♠ | 4SA | - | ? |
| La réponse normale de 5♠ force le chelem, mieux vaut occulter la dame d'atout et dire 5♥ 1. |           |    |   |    |     |   |   |
| ♠                                                                                           | 10 5      |    |   |    |     |   |   |
| ♥                                                                                           | A D 2     |    |   |    |     |   |   |
| ♦                                                                                           | A 4 3     |    |   |    |     |   |   |
| ♣                                                                                           | 9 8 6 4 2 |    |   |    |     |   |   |

## Le blackwood d'exclusion
La blackwood d'exclusion s'effectue après agrément d'un fit, par une enchère à saut au palier de 5 dans une couleur. La main qui pose le blackwood d'exclusion a une chicane dans cette couleur et la possession de l'as correspondant par le partenaire n'importe donc pas.
Il utilise la même structure de réponses que le blackwood 5 clés, sauf qu'il exclut des clés l'as de la couleur nommée.
Les paliers sont les mêmes que pour le blackwood 5 clés traditionnel. Par exemple, pour un blackwood d'exclusion à carreau, posé par l'enchère de 5♦, les réponses sont :
5♥ pour trois ou zéro clé(s) (sans compter l'as de carreau),
5♠ pour quatre ou une clé(s) (sans compter l'as de carreau),
5SA pour deux clés sans la reine d'atout (sans compter l'as de carreau),
6♣ pour deux clés avec la reine d'atout (sans compter l'as de carreau).